# Incachernes
Genre
Incachernes est un genre de pseudoscorpions de la famille des Chernetidae.

## Distribution
Les espèces de ce genre se rencontrent au Mexique, au Salvador et en Colombie.

## Liste des espèces
Selon Pseudoscorpions of the World (version 3.0) :
- Incachernes brevipilosus (Ellingsen, 1910)
- Incachernes mexicanus Beier, 1933
- Incachernes salvadoricus Beier, 1955

## Publication originale
- Beier, 1933 : Pseudoskorpione aus Mexiko. Zoologischer Anzeiger, vol. 104, p. 91-101.